# Notocrinus virilis
Notocrinus virilis is een haarster uit de familie Notocrinidae.
De wetenschappelijke naam van de soort werd in 1917 gepubliceerd door Theodor Mortensen.